# Gerarchia (revista)
Gerarchia (em italiano: Hierarquia) foi uma revista/jornal fascista mensal publicada em Milão, Itália, entre 1922 e 1943.

## História e perfil
Gerarchia foi fundada em Milão em janeiro de 1922 por Benito Mussolini. A revista era o órgão não oficial do regime na época e foi fundamental para fazer da Itália um estado totalitário.
Publicava resenhas mensais. Mussolini era listado no cabeçalho da revista como seu editor-chefe. No entanto, a verdadeira editora da revista, desde a sua fundação, era Margherita Sarfatti. Seu nome não apareceu na revista até a edição de fevereiro de 1925, onde foi listada simplesmente como "direttore responsabile" (italiano: a pessoa legalmente responsável pela revista).
A revista deixou de ser publicada em julho de 1943.